# 台北市立中山国民中学
台北市立中山国民中学（ちゅうざん/チョンシャンこくみんちゅうがっこう、ピンイン：Zhōngshān、注音: ㄊㄞˊ ㄅㄟˇ ㄕˋ ㄌㄧˋ ㄓㄨㄥ ㄕㄢ ㄍㄨㄛˊ ㄇㄧㄣˊ ㄓㄨㄥ ㄒㄩㄝˊ、Taipei Municipal Zhong Shan Junior High School）は、台湾台北市にある国民中学。

## 沿革
- 1977年8月5日 学校設立認可を受ける
- 1978年8月1日 開校

## 組織
- 普通班：37クラス
- 資源班：1クラス

## 歴代校長
1. 王学品
2. 鄭英魁
3. 周麗玉：1994年～1998年
4. 陳総鎮：1998年～2001年
5. 曽美薫：2001年～現在

## 学区
- 松山区
  - 民有里
  - 松基里（15-18鄰を除く）
  - 民福里（22-25鄰）

- 中山区
  - 江山里
  - 江寧里
  - 龍洲里